# Famille von Randow
Pour les articles homonymes, voir Randow.
La famille von Randow (anciennement Randau) est le nom d'une famille noble allemande issue de la noblesse de la principauté archiépiscopale de Magdebourg. Le château de Randau (de), situé au sud de Magdebourg et à l'ouest de l'ancien Elbe (de), qui constituait avant l'année 1012 le cours principal de la rivière frontalière de l'époque, donne son nom à cette famille qui s'est ensuite largement ramifiée. Le village et le domaine de Randau se trouvent aujourd'hui à l'est de l'Elbe, sur le Werder d'Elbenau, au bord d'un bras de l'Elbe aujourd'hui en grande partie asséché. Le nom Randau signifie au bord d'une plaine inondable, d'un cours d'eau. L'orthographe varie au fil du temps entre Randau, Randaw et Randow.

## Histoire

### Origine
La famille apparaît pour la première fois dans un document en 1236 avec Thegenardus de Randowe, qui a probablement son siège de chevalier au château fort ou à l'intendance magdebourgeoise de Randau.
La famille s'est d'abord répandue en Anhalt et dans la principauté archiépiscopale de Magdebourg ainsi que dans la principauté épiscopale de Halberstadt. De nombreux Randow y sont mentionnés comme chevaliers, propriétaires de fermes, ecclésiastiques ou religieuses jusque vers 1350.
La destruction du château ancestral de Randau en 1297 est le résultat d'une querelle de longue date entre la noblesse de Magdebourg et le puissant archevêque et souverain de Magdebourg, Burchard II de Blankenbourg (de). La légende de l'aïeule de l'ancien château de Randau décrit cet événement de manière très parlante. Des vestiges du château sont conservés en tant que monument au sol dans la zone de l'actuel village de Randau "auf dem Göbs".

### Branches familiales
Au XIVe siècle, la famille se divise en trois branches. Les 1re et 2e branches apparaissent d'abord avec Arnold von Randow (mention documentée 1363-1397). Arnold est Vogt zu Plaue et possède des fiefs à Redekin ainsi qu'à Legen-Bellin, Groß-Wulkow et Langhusen. La 3e branche est apparue à peu près à la même époque avec Hermann von Randow, qui est attesté en 1382 comme détenteur d'un fief à Zollchow.

### Expansion
Les deux premières branches sont restées établies dans la région de Genthin jusqu'au XVIIe siècle et, avec une branche, également à Hornburg. Elles se sont éteintes après la guerre de Trente Ans. Seule la troisième souche a survit jusqu'à aujourd'hui sous la forme de deux branches. Elle a repris les fiefs des deux autres branches dans l'ancienne région de Jerichow.

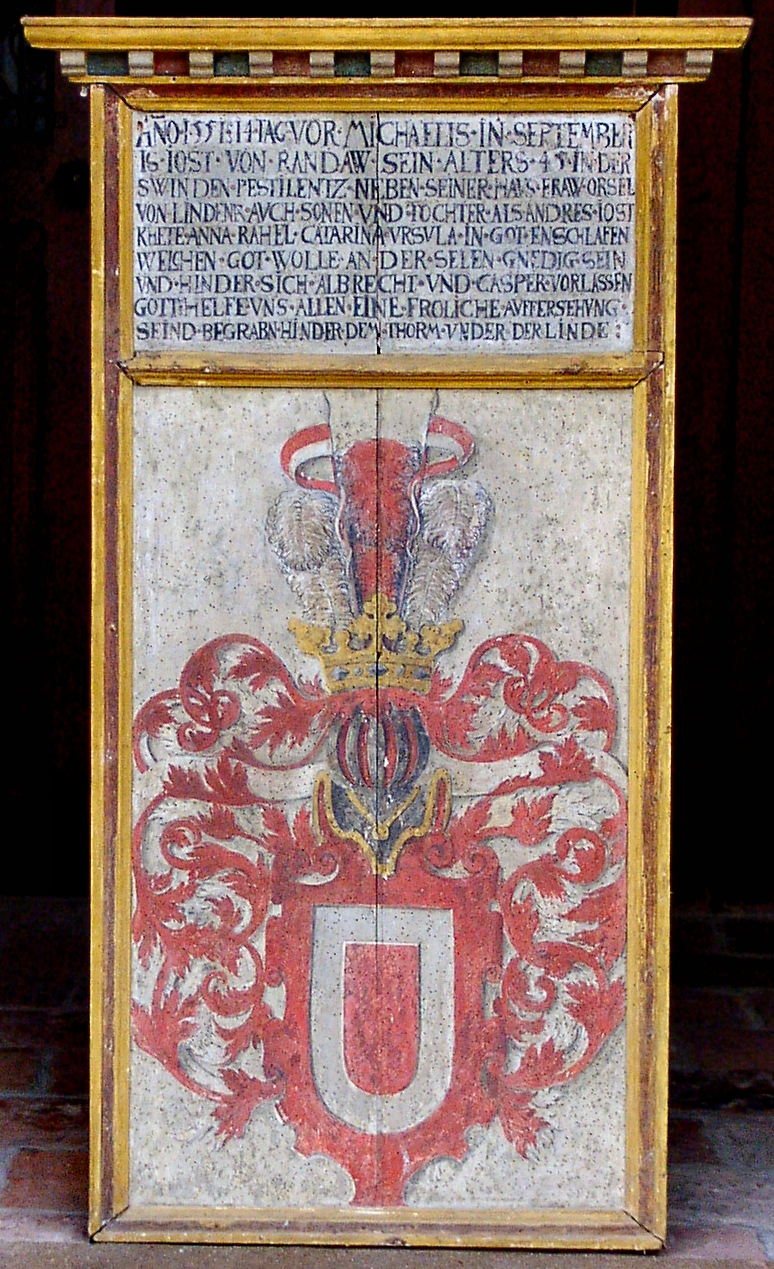
Épitaphe de Jobst von Randow de 1552 dans l'

#### Deux branches
Au XVIe siècle, cette branche familiale, alors établie à Loburg, se scinde en deux branches actuelles. Leurs ancêtres sont Albrecht (mort en 1605) et Caspar (mort en 1610), les fils de Jobst von Randow (de). Le fils de Caspar, Hans Caspar, part en Silésie au début du XVIIe siècle en tant que chambellan de la princesse Anne-Marie d'Anhalt, future duchesse de Brieg, en Silésie , et devient l'ancêtre de l'actuelle lignée dite "silésienne", qui s'installe d'abord à Brieg, mais achète ensuite le domaine de Bogschütz, où ils ont construit le château de Randowhof (de).
Un triple arrière-petit-fils d'Albrecht, Christian Ernst, s'installe dans le Mecklembourg à la fin du XVIIIe siècle, après que son père a vendu les anciens domaines ancestraux de Redekin, Bellin, Güssow et Zabakuck. Il fonde ainsi ce que l'on appelle la "lignée mecklembourgeoise" des Randow, qui s'étendent plus tard et, au XIXe siècle, en Angleterre et aux États-Unis, où il existe encore peu de descendants. Dans le Mecklembourg, la famille possède les domaines de Grammow, Kowalz (commune de Thelkow) et Greese (commune de Lübow).

#### Brésil
Un descendant des Randow de Silésie, Adolph, émigre au Brésil avec trois fils au milieu du XIXe siècle et fonde ainsi une très grande branche familiale brésilienne qui compte aujourd'hui environ quatre fois plus de porteurs de nom que les Randow européens. Beaucoup d'entre eux ne portent plus le prédicat de noblesse (qui n'a plus de sens au Brésil) et l'orthographe du nom a parfois fortement évolué - en raison d'une prononciation incorrecte et de l'analphabétisme (Rondow, Rondon, Vorondom et autres noms similaires).

#### Nouvelle-Zélande
Une branche néo-zélandaise de la lignée silésienne est née après la Seconde Guerre mondiale, lorsque deux fils d'Elgar von Randow (de) s'y sont installés avec leur mère.

## Armes

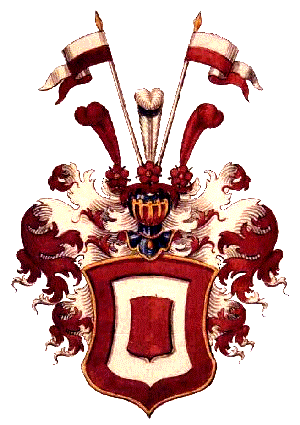
Armoiries de la famille von Randow.

Les armoiries de la famille montrent un bouclier de gueules bordé d'argent dans un bouclier de gueules; en héraldique , sur fond rouge, un intérieur argenté . Sur le casque aux lambrequins de gueules et argent, trois plumes d'autruche (de) (rouge, argent, rouge) poussent à partir d'un renflement rouge et argent, qui à son tour est couronné de trois roses rouges, entre lesquelles se dressent deux petits drapeaux flottant vers l'extérieur, divisés en rouge sur argent. Les drapeaux sont souvent représentés divisés en argent sur rouge.
Il existe une parenté héraldique avec les von Haldeck (de) de Thuringe, mais on ne connaît pas de lien de parenté.

### Armoiries historiques

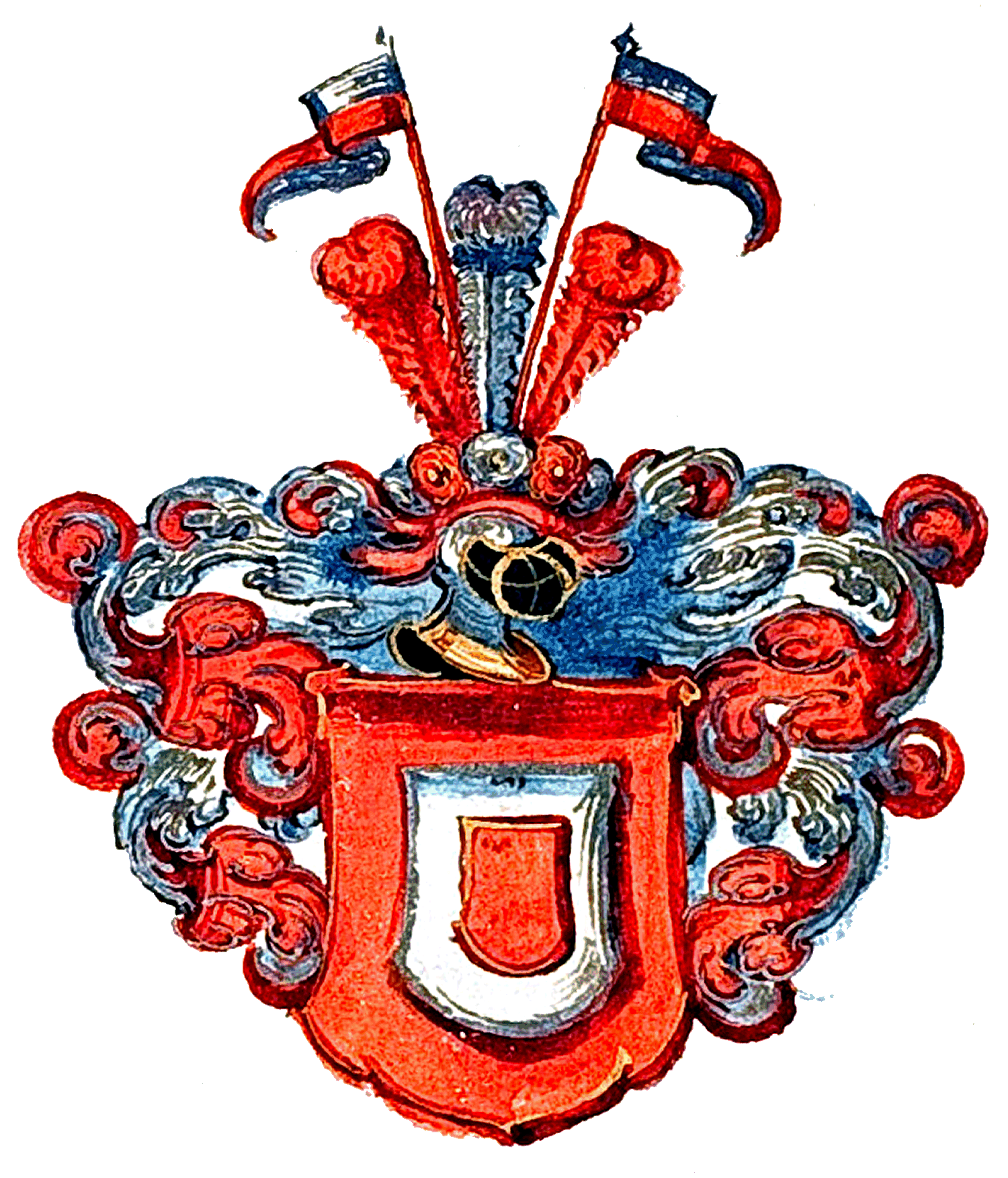
Armoiries dans le livre de la société Köthen 1619

## Possessions
Les Randow ont possédé de nombreux domaines tout au long de leur histoire.
Saxe-Anhalt (pays de Jerichow)

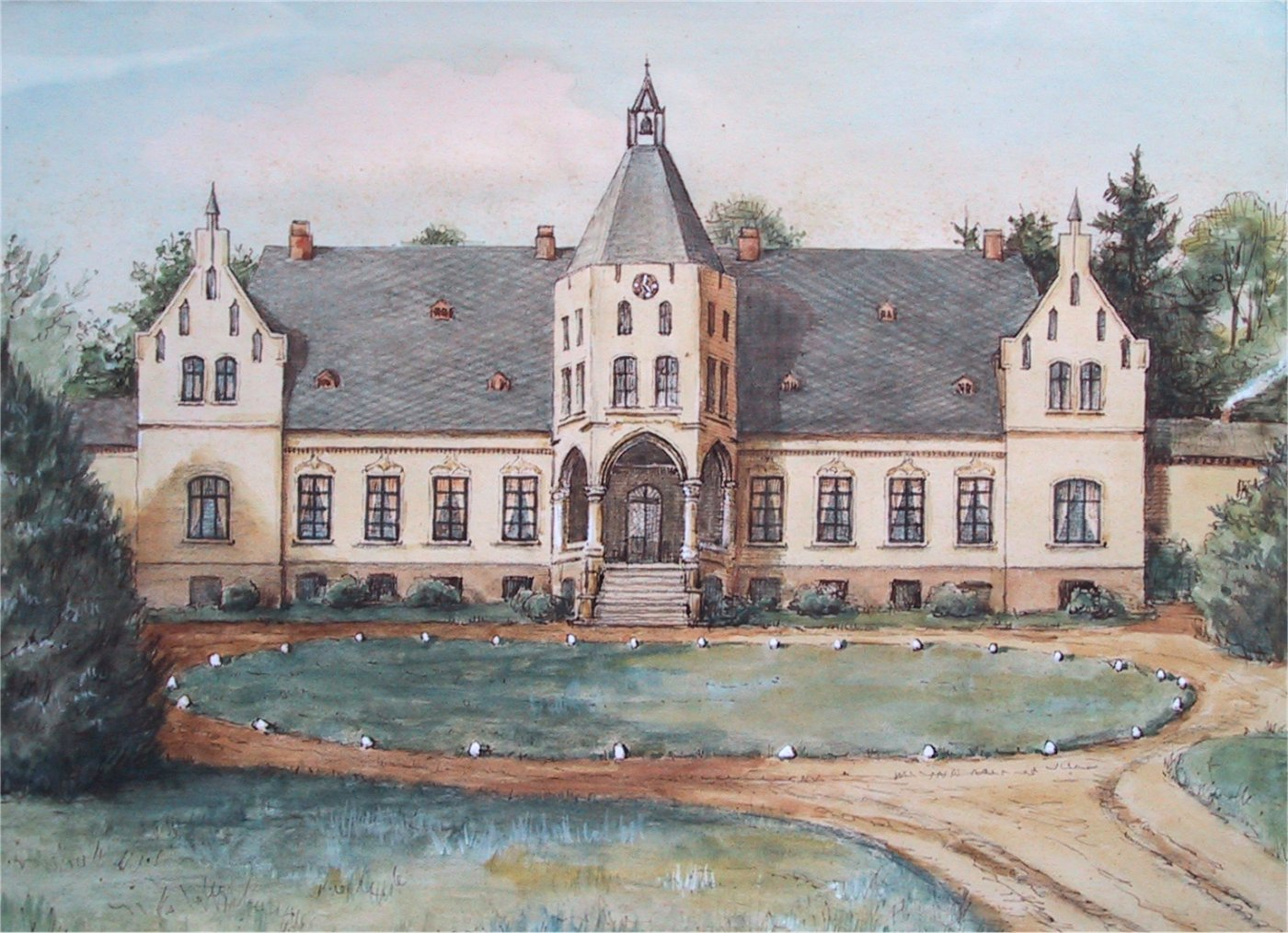
Manoir de Grammow

Redekin (1397–1763); Legen-Bellin (1397–1757); Groß-Wulkow (1397–…); Langhusen; Güssow (…–1763); Neuermark (1482–1601); Zabakuck (1477–1757); Zollchow (1382–1614); Ferchland; Schartau; Wörmlitz; Loburg; Padegrim; Möckern; Barleben (1530(?)–1602); Schattberge; Ringelsdorf; Schesiber.
Mecklembourg
Wendhof (1788-1790); Grabenitz (1788-1793); Poppentine (1788-1793); Lansen (1793-98); Grammow (1832-1945); Neuhof (...-1845); Kowalz et Sophienhof près du Tessin (jusqu'en 1945) ; Greese près de Wismar (jusqu'en 1945).
Poméranie
Kummin, arrondissement de Cammin-en-Poméranie (de) ; Dolgen, arrondissement de Dramburg; Brussendorf et Klein-Voldekow ; Collin (1872–1935), Kloxin (1834–1929), arrondissement de Pyritz; Groß-Machmin, arrondissement de Stolp.
Silésie

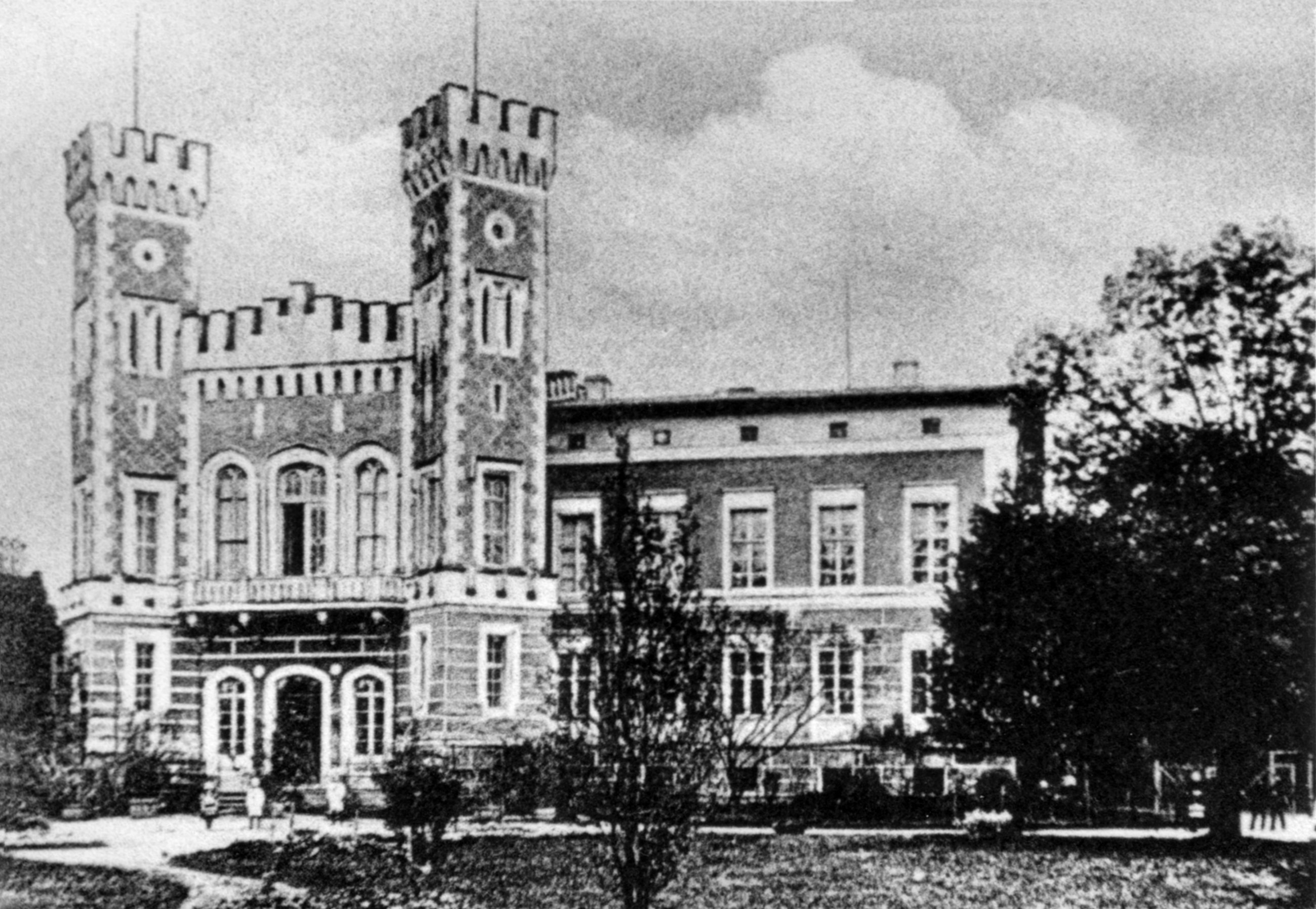
Manoir de Randowhof-Bogschütz

Neudorf bei Brieg ; Polnisch Jägel; Bukowine, arrondissement de Breslau ; Bogschütz (Randowhof (de)) et Damnig dans la principauté d'Œls ; Kreicke et Weigwitz près d'Ohlau, arrondissement de Breslau ; Groß-und Klein-Wilkau, arrondissement de Namslau (de) ; Ossen et Polnisch Ellguth, arrondissement d'Œls ; Klein-Peiskerau, arrondissement d'Ohlau ; Groß- et Klein-Pohlwitz près de Jauer ; Krakowahne, arrondissement de Trebnitz ; Skotschine (1805); Schreibersdorf (jusqu'en 1807); Pangau, arrondissement d'Œls ; Golkowitz, arrondissement de Kreuzburg-en-Haute-Silésie (de) ; Nauke et Stronn, arrondissement d'Oels ; Stuben, arrondissement de Wohlau (de).
Province de Posnanie
Piechczyn (Hansdorf) près de Bromberg.

## Personnalités

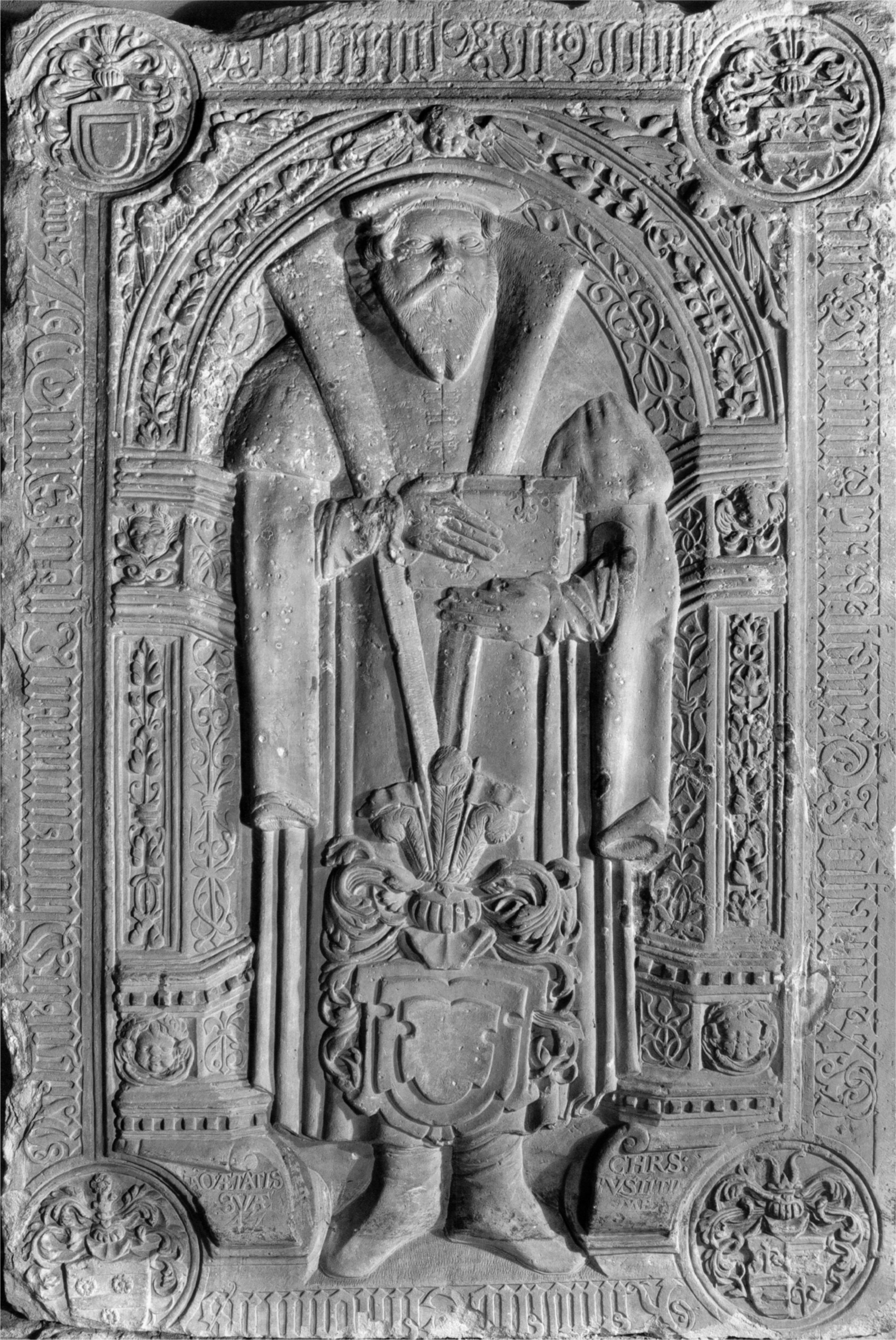
Dalle funéraire du chanoine Johann von Randow dans la chapelle Redekin de la cathédrale de Magdebourg

- Adolf von Randow (de) (1828-1911) sculpteur, banquier, député du parlement provincial de Rhénanie
- Adolph von Randow (de) (1801–1891) lieutenant général prussien et directeur du grand orphelinat militaire de Potsdam
- Alfred von Randow (de) (1879–1958) colonel, 1919 commandant du détachement von Randow (de) (corps franc) dans les États baltes, fondateur de la Croix des chevaliers teutoniques (de)
- Anton von Randow (de) (1566-1616) magistrat d'Alvensleben, Dreileben et Wanzleben
- Arnold von Randow (de) (documenté de 1363 à 1397) vassal et bailli de l'archevêque de Magdebourg
- Bär von Randow (de) (1931–2017) altiste, directeur de l'Orchestre du pays de Siegen (de), chef du département WDR.
- Elgar von Randow (de) (1904-1977) diplomate
- Fritz von Randow (de) (1908-1995) major.
- Gero von Randow (de) (né en 1953) publiciste, auteur et rédacteur en chef de l'hebdomadaire de Hambourg Die Zeit
- Hans von Randow (de) (mort en 1572) gouverneur halberstadois d'Hornburg et Zilly
- Heinrich von Randow (de) (1561-1621) écuyer de cour, capitaine des lansquenets, juge séculier et huissier du chapitre de la cathédrale de Magdebourg
- Heinrich von Randow (1797–1853) officier prussien, commandant du 5e régiment d'uhlans (de)
- Heinz von Randow (1890–1942) lieutenant-général et commandant de la 21e division blindée
- Hermann von Randow (de) (1847–1911) lieutenant-général royal prussien, écrivain
- Jobst von Randow (de) (1506-1551) dernier ancêtre commun de tous les membres de la famille vivant aujourd'hui
- Johann von Randow (de) (1526-1572) chanoine de Magdebourg
- Jost Andreas von Randow (de) (né en 1580) membre de la Société des fructifiants
- Mattheus von Randow (de), (mort en 1512) chantre, doyen et prieur du monastère des Prémontrés du château de Brandebourg.
- Matthias von Randow (de) (né en 1959) Directeur général de l'Association fédérale de l'industrie aéronautique allemande (de) (BDL).
- Thomas von Randow (de) (1921–2009) mathématicien et journaliste scientifique
- Viktor von Randow (de) (1856-1939) lieutenant général prussien

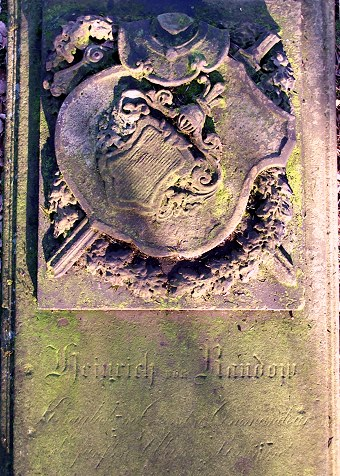
Pierre tombale d'Heinrich von Randow, noble de lettres (cimetière de Düsseldorf-Golzheim)

## Une famille de lettres von Randow
Une famille de la noblesse de lettres von Randow, également fortunée en Silésie (Groß Wilkawe, arrondissement de Trebnitz) au XIXe siècle, ne faisait pas partie de la noblesse ancestrale de Randow. Elle reçoit sa noblesse en 1804 sous la forme d'un "renouvellement et d'une confirmation gracieuse de la noblesse", après que son fondateur, l'administrateur royal prussien de l'arrondissement de Welun en Prusse-Méridionale, Karl Benjamin Randow, a rendu probable son appartenance à une prétendue "troisième branche de l'ancienne famille magdebourgeoise von Randow". Elle est donc autorisée à porter les mêmes armoiries que les Randow ancestraux, mais avec une bordure dorée. La famille s'est entre-temps éteinte.